# Latin American Poker Tour Saison 2
Résultats et tournois de la saison 2 du Latin American Poker Tour (LAPT).

## Résultats et tournois

### LAPT 2 San José
- Lieu : Ramada Plaza Herradura, San José,  Costa Rica[1]
- Prix d'entrée : 3 700 $[1]
- Date : Du 3 au 5 novembre 2008[1]
- Nombre de joueurs :  219
- Prize Pool : 1 000 000 $
- Nombre de places payées :  24

| Place | Nom             | Prix      |
| ----- | --------------- | --------- |
| 1er   | Ryan Fee        | 285 773 $ |
| 2e    | Joel Micka      | 148 993 $ |
| 3e    | Brent Sheirbon  | 109 913 $ |
| 4e    | Jesus Bertoli   | 80 603 $  |
| 5e    | Andrew Chen     | 61 063 $  |
| 6e    | Jeff Patonack   | 43 965 $  |
| 7e    | Claus Rasmussen | 34 195 $  |
| 8e    | Maria Stern     | 24 425 $  |

### LAPT 2 Viña del Mar
- Lieu : Casino de Viña del Mar, Viña del Mar,  Chili[2]
- Prix d'entrée : 2 700 $[2]
- Date : Du 20 au 22 janvier 2009[2]
- Nombre de joueurs :  216
- Prize Pool : 523 800 $
- Nombre de places payées :  27

| Place | Nom                | Prix      |
| ----- | ------------------ | --------- |
| 1er   | Fabián Ortiz       | 141 426 $ |
| 2e    | Vincenzo Giannelli | 78 570 $  |
| 3e    | Damián Salas       | 52 380 $  |
| 4e    | Leandro Balotin    | 39 285 $  |
| 5e    | Hernán Villa       | 28 809 $  |
| 6e    | Fábio Escobar      | 23 571 $  |
| 7e    | Jyries Saba        | 18 330 $  |
| 8e    | Eduardo Camia      | 13 095 $  |
| 9e    | Jaime Ateneloff    | 10 476 $  |

### LAPT 2 Punta del Este
- Lieu : Mantra Resort Spa Casino, Punta del Este,  Uruguay[3]
- Prix d'entrée : 3 700 $[3]
- Date : Du 18 au 20 mars 2009[3]
- Nombre de joueurs :  327
- Prize Pool : 1 110 200 $
- Nombre de places payées :  36

| Place | Nom                       | Prix      |
| ----- | ------------------------- | --------- |
| 1er   | Karl Hevroy               | 283 580 $ |
| 2e    | Alejandro de Arruabarrena | 155 420 $ |
| 3e    | Ángel Guillen             | 99 920 $  |
| 4e    | Ronald Wasiel             | 82 160 $  |
| 5e    | Oliver Rowe               | 59 960 $  |
| 6e    | Waldemar Cogo             | 48 840 $  |
| 7e    | Bolívar Palacios          | 37 740 $  |
| 8e    | Magno Aragão              | 26 640 $  |

### LAPT 2 Mar del Plata
- Lieu : Mar del Plata Resort, Mar del Plata,  Argentine[4]
- Prix d'entrée : 5 200 $[4]
- Date : 16 avril 2009[4]
- Nombre de joueurs :  291
- Prize Pool : 1 455 000 $
- Nombre de places payées :  27

| Place | Nom             | Prix      |
| ----- | --------------- | --------- |
| 1er   | Dominik Nitsche | 381 030 $ |
| 2e    | Jorge Landazuri | 211 700 $ |
| 3e    | Rodolfo Awad    | 141 140 $ |
| 4e    | Jason Skeans    | 105 860 $ |
| 5e    | Sergio Farias   | 77 620 $  |
| 6e    | Leo Fernández   | 63 520 $  |
| 7e    | Derek Lerner    | 49 400 $  |
| 8e    | Alfons Fenijn   | 35 280 $  |